# Errett Bishop
Errett Albert Bishop (Newton, Kansas, 24 de julho de 1928 – San Diego, 14 de abril de 1983) foi um matemático estadunidense.
Foi palestrante convidado do Congresso Internacional de Matemáticos em Moscou (1966 - The constructivization of abstract mathematical analysis). Foi eleito em 1971 membro da Academia de Artes e Ciências dos Estados Unidos

## Obras
- Selected Papers, World Scientific 1986
- Foundations of constructive analysis, Academic Press 1967
- com Douglas Bridges Constructive Analysis, Springer Verlag, Grundlehren der mathematischen Wissenschaften, 1985
- com Henry Cheng Constructive Measure Theory, American Mathematical Society 1972